# Jerzy Metelski
Jerzy Metelski – polski lekkoatleta, specjalizujący się w biegach sprinterskich.

## Osiągnięcia
- Mistrzostwa Polski seniorów w lekkoatletyce (7 medali)[1]
  - Wilno 1936
    - srebrny medal w sztafecie 4 × 400 m
    - srebrny medal w biegu na 400 m

  - Chorzów 1937
    - złoty medal w sztafecie 4 × 400 m

  - Białystok 1937 (sztafety)
    - złoty medal w sztafecie 4 × 200 m
    - złoty medal w sztafecie 400+300+200+100 m

  - Warszawa 1938
    - złoty medal w sztafecie 4 × 400 m

  - Poznań 1939
    - złoty medal w sztafecie 4 × 100 m